# Мост Фреда Хартмана
Мост Фреда Хартмана (англ. Fred Hartman Bridge) — вантовый мост через Хьюстонский судоходный канал в штате Техас (США).
Мост, протяженность которого составляет 4 км, соединяет города Бейтаун и Ла-Порте по Шоссе 146 (англ. Texas State Highway 146) и является самым длинным вантовым мостом штата Техас и семьдесят седьмым в мире. Мост назван в честь Фреда Хартмана (1908—1991), редактора и издателя газеты Baytown Sun в период с 1950 по 1974 годы. Строительство моста обошлось в 117,5 миллионов долларов США и осуществлялось корпорацией URS.
Мост возведен на месте тоннеля, который был демонтирован в связи с углублением Хьюстонского судоходного канала.